# Azuaga, Badajoz
Azuaga là một đô thị trong tỉnh Badajoz, Extremadura, Tây Ban Nha.